# Сигерик Серьёзный
Сигерик Серьёзный (англ. Sigeric the Serious; 950, Англия—28 октября 994, Англия) — англосаксонский церковный деятель, паломник, архиепископ Кентерберийский в 990—994 годах.

## Биография
Сигерик получил образование в аббатстве Гластонбери, здесь же он принял постриг. В 975—990 годах Сигерик — настоятель аббатства Святого Августина. С 985 года — епископ Рэмсбери (англ.). Для своего посвящения в сан архиепископа Кентерберийского Сигерик совершил паломничество в Рим, чтобы получить свой паллий лично из рук папы римского. Своё возвращение он описал в рукописи, ставшей старейшим путеводителем для паломников и торговцев по Via Francigena, протянувшейся через всю Европу от Кентербери до Рима (кроме участка по территории Англии от Ла-Манша до Кентербери). Проезжая в день по 20 километров, Сигерик одолел этот путь в 80 этапов — по Италии (через Лациум, Умбрию, Тоскану, Эмилию-Романью, Лигурию, Пьемонт и Аосту), Швейцарии (через перевал св. Бернарда, Вевье и Лозанну) и Франции (Безансон, Шалон-сюр-Марн, Реймс и Аррас). Ныне оригинал этого сочинения хранится в Британской библиотеке. На основании этого документа в настоящее время точно проложен маршрут для паломников по раннесредневековой Via Francigena — от станции до станции.
В Англосаксонской хронике архиепископ Сигерик упоминается под именами Сирик (Siric) и Серио (Serio). Указывается также, что он был первым, кто в 991 году высказался за то, чтобы предложить ради заключения мира вторгшимся в Англию викингам-датчанам под командованием короля Свена I Вилобородого дань в размере 10 000 фунтов.
Преемником Сигерика на кентерберийской кафедре стал архиепископ Эльфрик.